# نبات الحصى
نبات الحصى (بالإنجليزية: Lithops) هو جنس من النباتات العصارية التي تنتمي إلى عائلة النباتات الجليدية. تنمو هذه النباتات في جنوب أفريقيا، وتتميز بقدرتها على التمويه كحجارة صغيرة، مما يساعدها على تجنب الحيوانات العاشبة. لهذا السبب، يُطلق عليها عادةً اسم "نباتات الحصى" أو "الحجارة الحية" بسبب شكلها الذي يشبه الصخور.
اسم "نبات الحصى" يشير إلى الجنس والاسم الشائع للنبات، ويُستخدم للمفرد والجمع على حد سواء. يأتي هذا الاسم من الكلمات اليونانية القديمة λίθος (líthos) التي تعني "حجر"، و ὄψ (óps) التي تعني "وجه"، في إشارة إلى الشكل الذي يشبه الحجر الذي تتسم به النباتات.

## الوصف

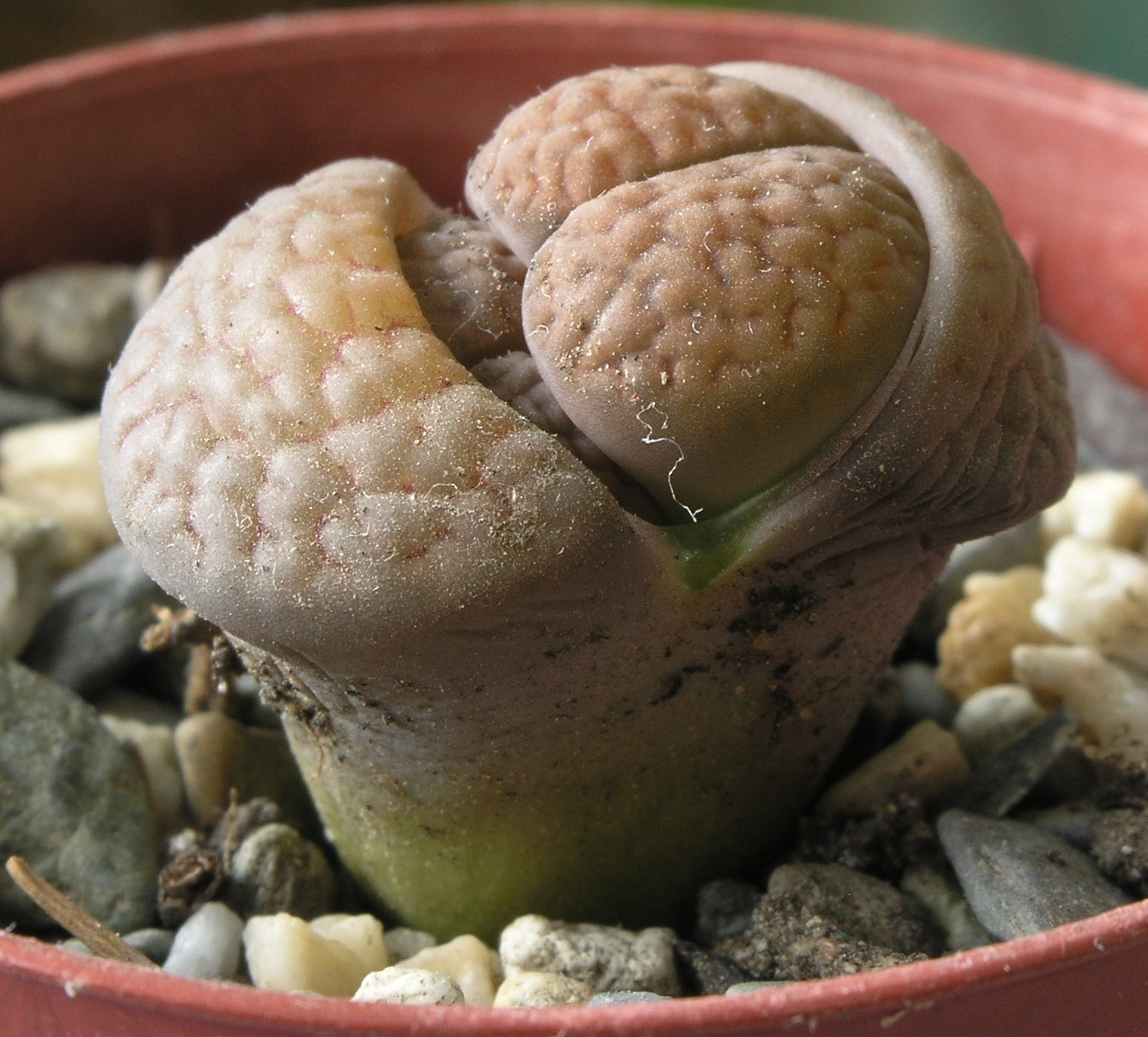
ليثوبس هوكيري. يظهر زوجان جديدان من الأوراق بين الزوج القديم، مما يؤدي إلى نبات مزدوج الرأس

تتكون نباتات الحصى من زوج واحد أو أكثر من الأوراق المنتفخة التي تكون ملتحمة تقريبًا، ويكاد لا يوجد ساق للنبات. الفتحة بين الأوراق تحتوي على النسيج الإنشائي، وهو المسؤول عن إنتاج الزهور والأوراق الجديدة. عادة ما تكون أوراق نبات الحصى مدفونة تحت سطح التربة، بينما يتميز السطح العلوي للأوراق بوجود نافذة شفافة جزئيًا أو كليًا، مما يسمح للضوء بالمرور إلى الداخل لإتمام عملية التمثيل الضوئي.
خلال فصل الشتاء، يبدأ نبات الحصى في تكوين زوج جديد من الأوراق، أو في بعض الأحيان أكثر من زوج، داخل الأوراق القديمة المتجمعة. مع حلول الربيع، تنقسم الأوراق القديمة لتكشف عن الأوراق الجديدة، تبدأ الأوراق القديمة في الجفاف. قد تختفي الأوراق خلال فترات الجفاف وتختفي تحت سطح الأرض. بعد اكتمال نمو الأوراق الجديدة، تخرج زهرة واحدة من بين الأوراق في كل زوج جديد، وتكون الزهور صفراء أو بيضاء. يحدث الإزهار عادة في الخريف، لكن في بعض الأنواع مثل النبات شبيه المبتور قد يحدث قبل الانقلاب الصيفي، بعد الانقلاب الشتوي. الزهور عادة ما تكون عطرة.

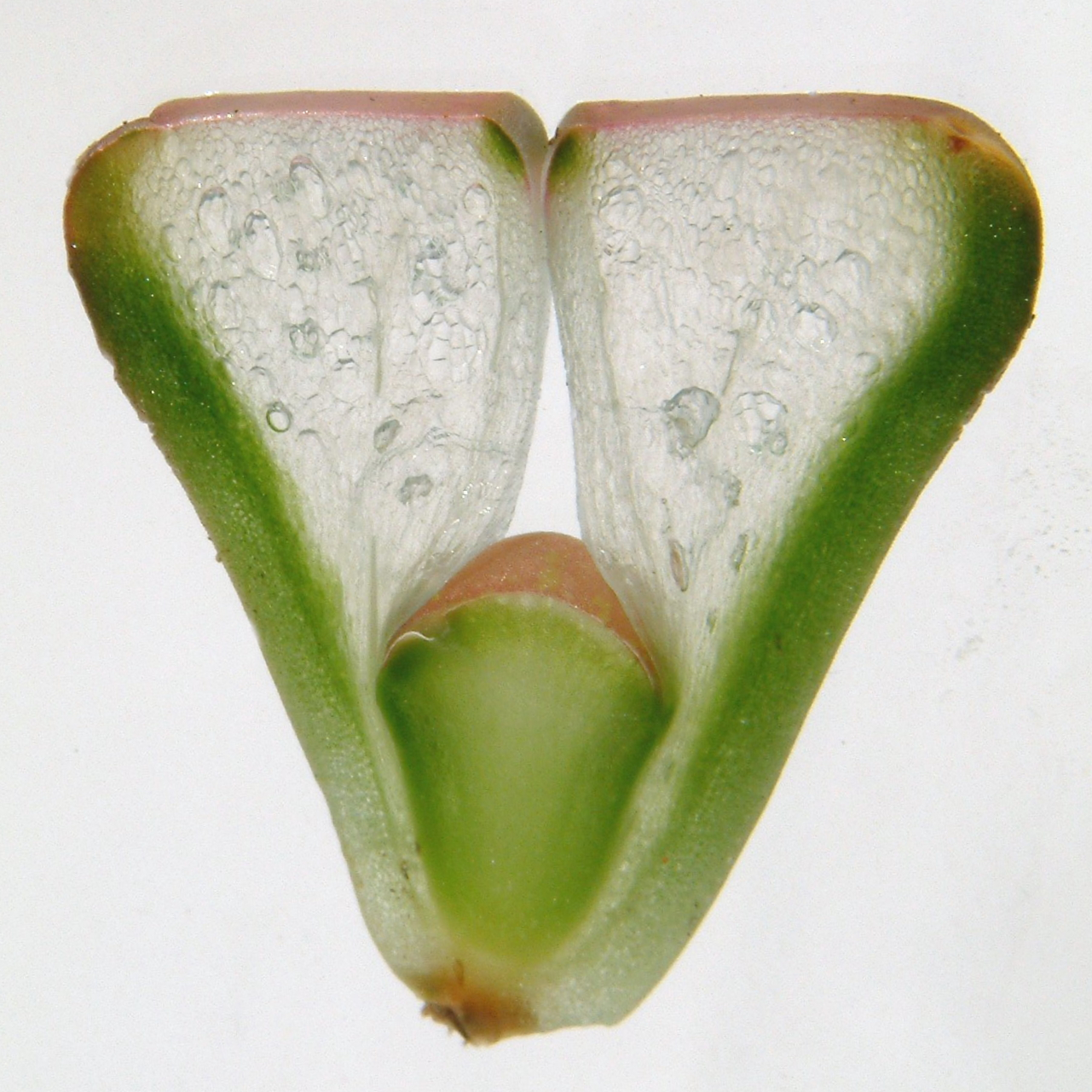
مقطع طولي لنبات ليثوبس ، يظهر النافذة البشروية في الأعلى، والأنسجة العصارية الشفافة، والأنسجة الضوئية الخضراء، وأوراق التبرعم المتصالبة التي تنمو بين الأوراق الناضجة

التكيف الأكثر لفتًا للنظر في نبات الحصى هو تلوين أوراقه. تمتلك الأوراق نوافذ، وهي مناطق شفافة جزئيًا أو كليًا، تُحيط بها زخارف ملونة بدرجات من الكريمي والرمادي والبني، مع وجود مناطق داكنة وخطوط حمراء، التي تختلف باختلاف الأنواع والبيئة المحيطة. تساعد هذه الزخارف في تمويه النبات في بيئته الصخرية المعتادة. كما في نباتات النافذة الأخرى، تحتوي الأوراق على أنسجة خضراء داخلية تغطيها طبقة شفافة أسفل النوافذ، مما يعزز عملية التمثيل الضوئي.
نباتات الحصى تُعد من النباتات المهجنة إجبارياً، حيث تحتاج إلى تلقيح من نبات آخر. مثل معظم النباتات المزهرة، تحتوي ثمرة الحصى على كبسولة جافة تفتح عندما تتعرض للرطوبة. تُخرج بعض البذور عند سقوط قطرات المطر، تُغلق الكبسولة مرة أخرى عندما تجف. في بعض الأحيان، تنفصل الكبسولات وتتوزع البذور سليمة، أو قد تتفكك ببطء بعد عدة سنوات.

## التوزيع الجغرافي

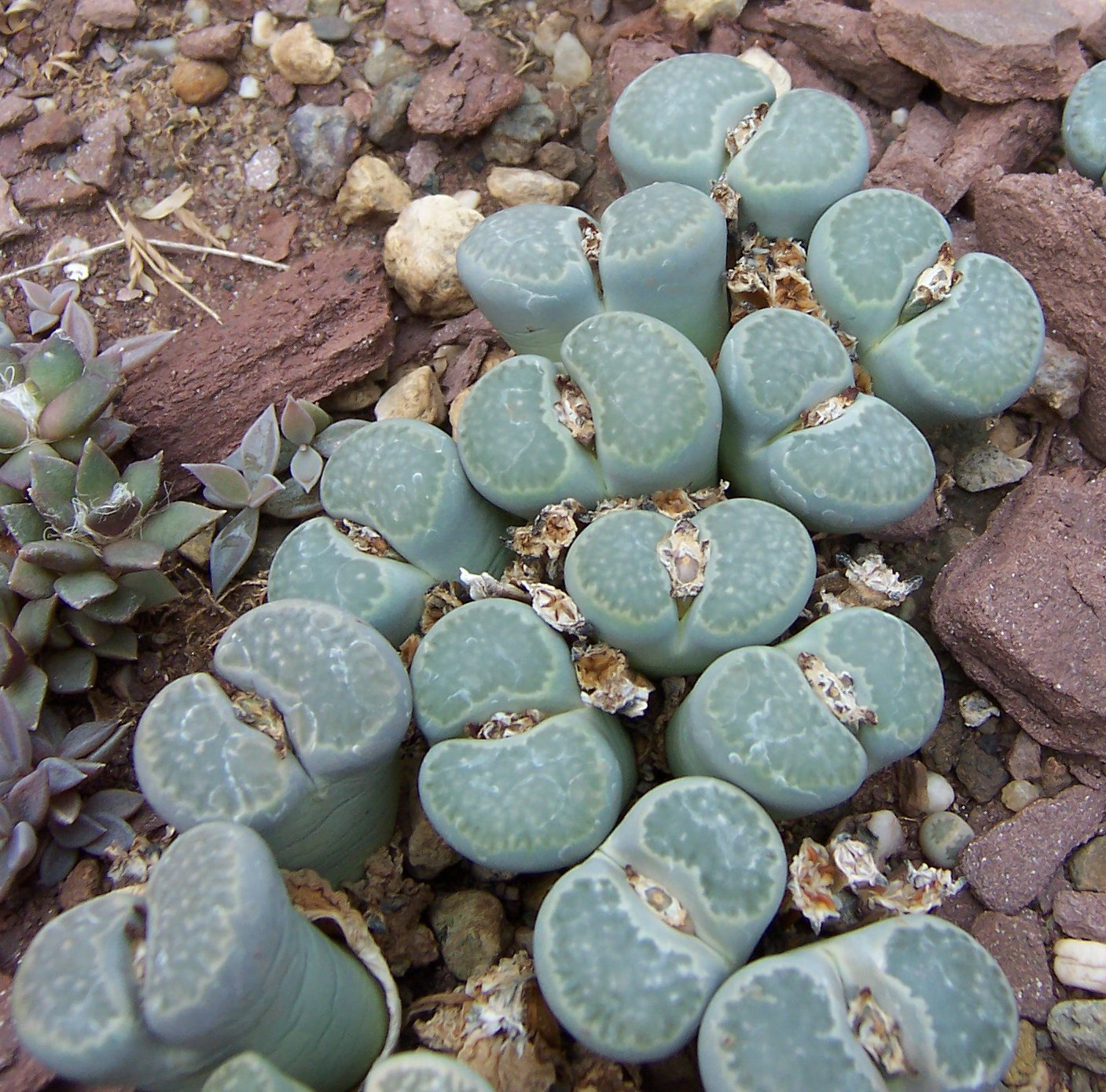
مجموعة كبيرة من نبات Lithops salicola

تنمو نباتات الحصى بشكل طبيعي في مناطق شاسعة من ناميبيا وجنوب أفريقيا، بالإضافة إلى بعض المناطق الحدودية الصغيرة في بوتسوانا وربما أنغولا، بدءًا من مستوى سطح البحر وصولاً إلى المرتفعات الجبلية. توثيق ما يقارب ألف مجموعة سكانية فردية، تغطي كل منها مساحات صغيرة من الأراضي العشبية الجافة أو السهوب أو الأراضي الصخرية العارية. تتواجد أنواع مختلفة من ليثوبس في بيئات محددة تفضلها، وعادة ما تكون محدودة على أنواع معينة من الصخور. لم  يسجيل انتشار نباتات ليثوبس خارج هذه المنطقة.
يتراوح معدل هطول الأمطار في موائل نبات ليثوبس من حوالي 700 مم سنويًا إلى ما يقرب من الصفر. تنوعت أنماط هطول الأمطار من أمطار صيفية حصرية إلى أمطار شتوية حصرية، مع اعتماد بعض الأنواع بشكل شبه كامل على تكوين الندى للحصول على الرطوبة. تكون درجات الحرارة عادة مرتفعة في الصيف ومنخفضة إلى باردة في الشتاء، لكن هناك نوعًا واحدًا على الساحل المباشر الذي يشهد درجات حرارة معتدلة على مدار العام.

## زراعتها

مجموعة من Lithops sp. تقسيم وإنتاج نمو أوراق جديدة.

تعد نباتات الحصى من النباتات المنزلية الشهيرة، يحتفظ العديد من مزارعي النباتات العصارية المتخصصين بمجموعات منها. يمكن العثور على بذورها ونباتاتها بسهولة في المحلات التجارية وعبر الإنترنت. كما أنها من النباتات التي يسهل زراعتها والعناية بها إذا تم توفير كمية كافية من أشعة الشمس، والاحتفاظ بها في تربة جيدة التصريف.
تتطلب نباتات الحصى في المناخات المعتدلة أن تبقى جافة تمامًا خلال فصل الشتاء، ويتم الري فقط عندما تجف الأوراق القديمة وتستبدل بزوج جديد من الأوراق. يستمر الري حتى فصل الخريف، عندما تزهر النباتات، يتوقف في فصل الشتاء. يمكن الحصول على أفضل النتائج في بيئة دافئة مثل الدفيئة. في المناخات الأكثر حرارة، تحتاج نباتات الليثوبس إلى فترة خمول صيفية، يجب أن تبقى جافة إلى حد كبير، وقد تتطلب بعض الماء في الشتاء. في المناخات الاستوائية، يمكن زراعتها خلال فصل الشتاء، مع فترة خمول طويلة في الصيف. في جميع الحالات، يحتاج نبات الليثوبس إلى أكبر كمية من الماء خلال الخريف، تزهر معظم الأنواع في نفس الوقت تقريبًا.

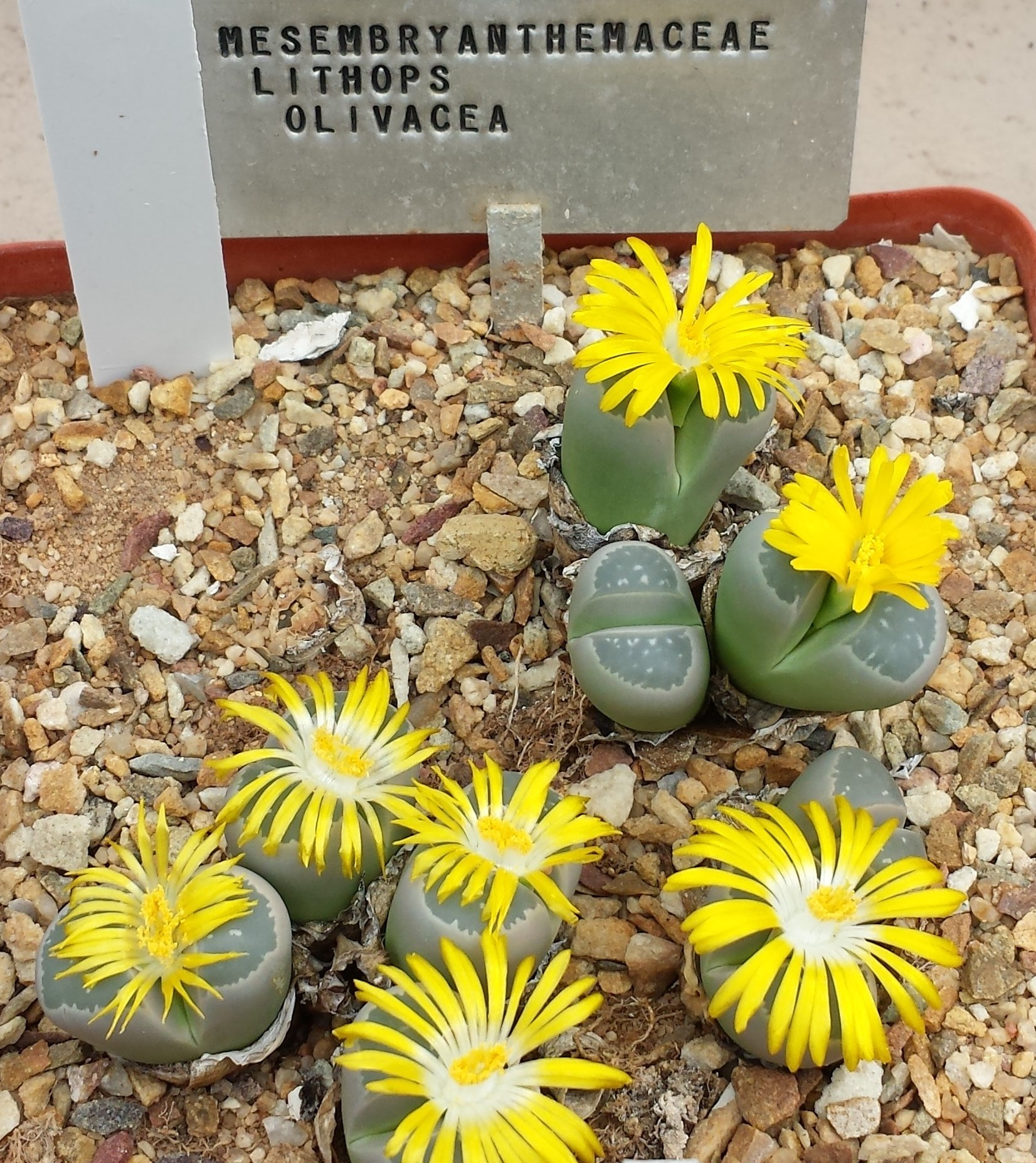
نبات الحصى زيتونية

ينمو نبات الحصى بشكل أفضل في تربة خشنة جيدة التصريف. أي تربة تحتفظ بكميات كبيرة من الماء قد تؤدي إلى انفجار جلد النبات بسبب تمدده المفرط. عندما يُزرع النبات في ضوء قوي، تتشكل قشور صلبة وملونة بشكل قوي على الأوراق، مما يجعلها مقاومة للتلف والتعفن، رغم أن الري الزائد المستمر قد يكون ضارا بالنبات. الحرارة الزائدة قد تضر النباتات المزروعة في الأصص، حيث أنها لا تستطيع تبريد نفسها عن طريق النتح وتعتمد على البقاء مدفونة في تربة باردة تحت السطح. يستخدم المزارعون التجاريون أحيانًا مبيد فطريات خفيف أو كبريت زراعي لتجنب تعفن النباتات. من جهة أخرى، يُعتبر نبات الليثوبس حساسًا للري خلال الطقس الحار، حيث يمكن أن يؤدي الري في هذه الظروف إلى تعفن النباتات. في موائلها الطبيعية، تكون نباتات الليثوبس خاملة غالبًا عندما تكون درجات الحرارة مرتفعة، بينما تنمو معظم الأنواع خلال الأشهر الباردة. الإضاءة المنخفضة قد تجعل النباتات أكثر عرضة للتعفن والإصابة بالفطريات.
في المملكة المتحدة، منحت الأنواع التالية من نبات Lithops جائزة الاستحقاق البستاني من الجمعية البستانية الملكية (RHS)، تقديرًا لجاذبيتها البصرية وقيمتها في الحدائق. 
 

## الأصناف
في عام 2013، تم تعيين السيد كيث جرين كسلطة دولية معترف بها لتسجيل أصناف نباتات الليثوبس، توثيق أكثر من 100 صنف مسجل من هذا النبات.بما أن نبات الحصى يتكاثر غالبًا عن طريق البذور، فإن الأصناف بحاجة إلى الاستقرار كسلالات بذور ثابتة. غالبية الأصناف تتميز بألوان غير طبيعية مثل الأخضر أو الأحمر، وتفتقر إلى معظم أصباغ الأوراق الطبيعية. بعض هذه الأصناف وُجدت في البداية كنباتات معزولة غير عادية في بيئاتها الطبيعية، لكنها بدأت تزرع بشكل متزايد من خلال الزراعة الانتقائية، يتم اختيار النباتات ذات الألوان الفاتحة عمدًا لتعزيز الألوان المكثفة للصنف المحدد. استخدام مصطلح "شكل اللون الشاذ" (acf.) للإشارة إلى هذه الأنواع ذات الألوان غير المعتادة من نباتات الليثوبس. 
هناك أيضًا ما يُعرف بـ "الأصناف النمطية" من نبات الليثوبس، وهي سلالات بذور تهجينها أو تثبيتها بشكل انتقائي من نباتات غير عادية تم العثور عليها معزولة، بهدف الحصول على أنماط أوراق مكثفة أو غير عادية، وأحيانًا أزهار غير مألوفة. في بعض الحالات، تكون هذه الأصناف هجينة تم تطويرها من خلال التزاوج بين نباتات ذات خصائص مميزة.. 

### التكاثر

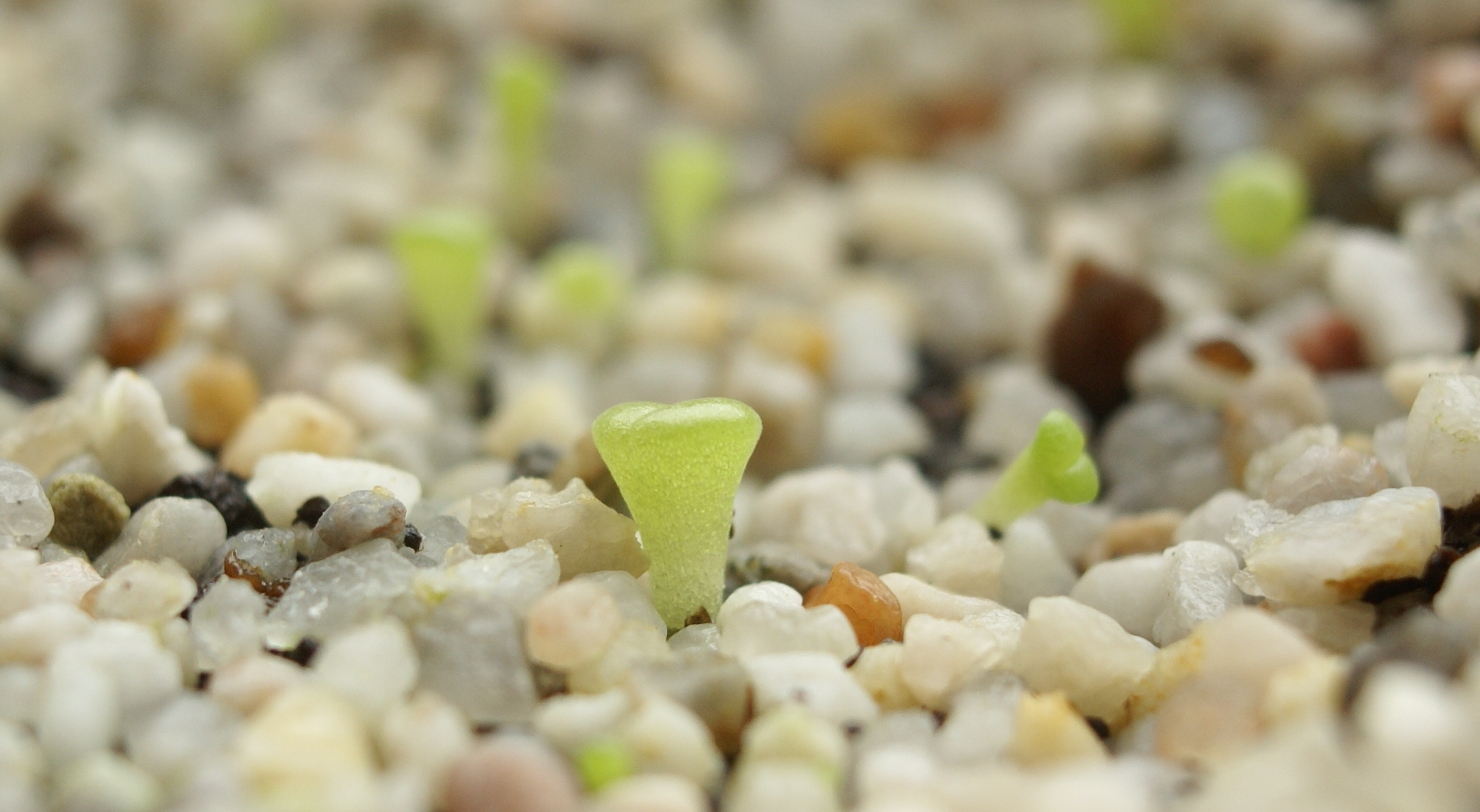
شتلاتنبات الحصى

يتم إكثار نبات الحصى عادة من خلال البذور أو العقل. لا يمكن استخدام القطع لإنتاج نباتات جديدة إلا عندما ينقسم النبات بشكل طبيعي ليشكل رؤوسًا متعددة، ولذلك فإن التكاثر بالبذور هو الأسلوب الأكثر شيوعًا. يمكن تلقيح نباتات الليثوبس يدويًا بسهولة إذا تزامنت زهور نسختين منفصلتين من نفس النوع في نفس الوقت، وعادة ما تكون البذور ناضجة بعد حوالي تسعة أشهر. يعتبر إنبات البذور أمرًا سهلًا، ولكن الشتلات تكون صغيرة وضعيفة في العامين الأولين من حياتها، ولن تبدأ في التزهير إلا بعد سنتين إلى ثلاث سنوات على الأقل.

## حالة الحفظ
تُصنف أكثر من نصف الأنواع المدرجة في القائمة الحمراء للنباتات في جنوب أفريقيا كأنواع مهددة بالانقراض أو مهددة بسبب عدة عوامل، مثل الصيد الجائر من أجل تجارة النباتات النضرة، تدهور الموائل، وتقليص أو تقييد نطاقها نتيجة للتوسع الحضري والزراعي.
| صِنف                           | حالة الحفظ      |
| ----------------------------- | --------------- |
| ليثوبس أوكامبيا               | معرض للخطر      |
| ليثوبس كولوروم                | معرض للخطر      |
| ليثوبس دينتري                 | معرض للخطر      |
| ليثوبس ديفرجنز                | قريب من التهديد |
| ليثوبس دوروثيا                | مهدد بالانقراض  |
| ليثوبس جيري                   | نادر            |
| ليثوبس هيلموتي                | معرض للخطر      |
| ليثوبس هيري                   | معرض للخطر      |
| ليثوبس ليسلي تحت النوع بورشلي | قريب من التهديد |
| ليثوبس ليسلي تحت النوع ليسلي  | معرض للخطر      |
| ليثوبس مييري                  | معرض للخطر      |
| ليثوبس ناورينيا               | معرض للخطر      |
| ليثوبس أوليفاسيا              | معرض للخطر      |
| ليثوبس أوتزينيانا             | معرض للخطر      |
| ليثوبس ساليكولا               | قريب من التهديد |
| ليثوبس فيريديس                | معرض للخطر      |

## تاريخ
وُصف نبات الحصى علمياً لأول مرة من قبل عالم النبات والفنان ويليام جون بيرشل، مستكشف جنوب أفريقيا، الذي أطلق عليه اسم زهرة منتصف النهار التوربينية الشكل. في عام 1811، اكتشف بيرشل العينة عندما التقط "حصاة ذات شكل غريب" من الأرض. ولكن، لم يكن الوصف المادي الذي قدمه مفصلاً بما يكفي لتحديد نوع الليثوبس الذي اكتشفه. نتيجة لذلك، لم يعد اسم Lithops turbiniformis مستخدمًا، على الرغم من أنه كان يُطلق عليه لسنوات عديدة. هذا الاسم كان يشير إلى ما يُعرف الآن بـ نبات الحصى. تنشر العديد من أنواع الليثوبس الأخرى تحت جنس زهرة منتصف النهار حتى عام 1922، عندما بدأ NE Brown في تقسيم هذا الجنس الكبير استنادًا إلى خصائص الكبسولات. تأسس جنس Lithops ونشر العديد من الأنواع الأخرى في العقود التي تلت ذلك. استمر كل من براون، جوستاف سشوانتي، كورت دينتر، جيرت نيل، ولويزا بولوس في توثيق نباتات الليثوبس من مناطق متعددة في جنوب أفريقيا. ومع ذلك، لم يكن هناك توافق كبير حول علاقاتها التصنيفية أو حول الفئات السكانية التي ينبغي تصنيفها كأنواع. حتى خمسينيات القرن العشرين، ظل الجنس غير معروف إلى حد كبير في الزراعة ولم يكن مفهوماً تصنيفياً جيداً.
في الخمسينيات من القرن العشرين، بدأ ديزموند ونورين كول دراسة نبات ليثوبس بشكل معمق. قام الزوجان بزيارة معظم الموائل الطبيعية لمجموعات ليثوبس المختلفة وجمعا عينات من حوالي 400 منها. قاما بتوثيقها وتحديدها، وأعطيا كل عينة رقمًا يُعرف الآن برقم "كول"، الذي لا يزال يُستخدم عالميًا حتى اليوم. عمل الزوجان على دراسة الجنس بشكل شامل، وفي عام 1988، نشرا كتابًا شاملاً بعنوان الحجارة المزهرة، والذي وصف الأنواع والأنواع الفرعية والأصناف التي تم قبولها منذ ذلك الحين.

ننظرًا لتقنيات التمويه الفعّالة التي تمتاز بها نباتات ليثوبس، يتم اكتشاف أنواع جديدة بشكل مستمر. من بين الاكتشافات الحديثة، تحديد L. coleorum في عام 1994، و L. hermetica في عام 2000، و L. amicorum في عام 2006.

## التصنيف

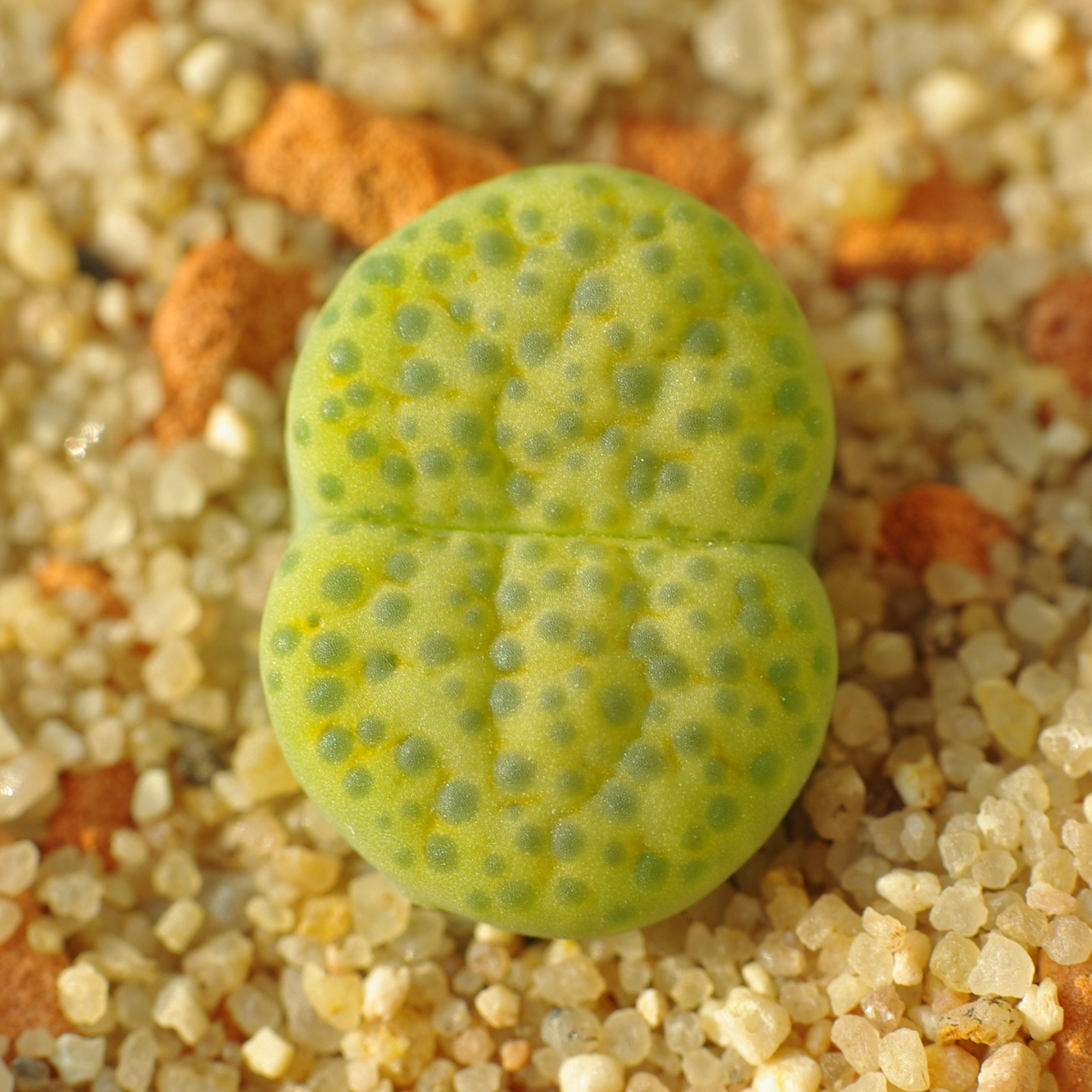
Lithops fulviceps 'Aurea'، صنف ذو جسم أخضر

العديد من أنواع نباتات الحصى تتضمن أنواعًا فرعية أو أصنافًا مسماة، وبعضها يظهر في أشكال إقليمية مختلفة تم تحديدها من خلال الأسماء التقليدية أو أماكن الموائل. يتم التعرف على هذه الأنواع بشكل أساسي استنادًا إلى لون الزهور وأنماط الأوراق. تعتمد قائمة الأنواع الواردة هنا على قائمة (2006) كول وكول.
على الرغم من أن التصنيفات التي نشرتها شركة كول وكول تظل معترفًا بها إلى حد كبير وتستخدم على نطاق واسع، إلا أن بعض المؤلفين الآخرين قد قدموا بعض الاختلافات. من بين التعديلات المنشورة منذ عام 2006، إجراء بعض التغييرات التي تشمل تعديلات في التصنيفات أو في تحديد الأنواع المختلفة.
- تصنيف L. amicorum كنوع فرعي من L. karasmontana، مع دمج السلالتين الفرعيتين bella و eberlanzii في نوع فرعي واحد، ودمج L. herrei مع L. optica.[11]
- ترقية L. dendritica و L. eberlanzii إلى مستوى الأنواع المستقلة، مع إسقاط جميع الأصناف الفرعية المنفصلة المرتبطة بـ L. karasmontana.[12]
- أُسقطت التصنيفات الفرعية المنفصلة لـ L. julii و L. gracilidelineata. وتصنيف الأنواع الفرعية archerae، dendritica، و groendrayensis من L. pseudotruncatella كـ L. dendritica. كما أُسقطت الأصناف المنفصلة المرتبطة بـ L. villetii.[13]

أظهرت دراسة أجريت على الحمض النووي غير المشفر للبلاستيدات الخضراء (الفاصل الجيني بين trnS و trnG)، وتسلسلات الفاصل النووي الريبي الداخلي المنقول (nrITS)، وبيانات تقنيات AFLP، أن نباتات Lithops ليست مجموعة أحادية النمط. وقد أظهرت الدراسة أن أجناسًا أخرى مثل Dinteranthus، Schwantesia، وLapidaria كانت متداخلة معها. تحديد تسع مجموعات رئيسية لم تتطابق بشكل دقيق مع الأنواع الـ 37 المعترف بها حاليًا.

## معرض الصور

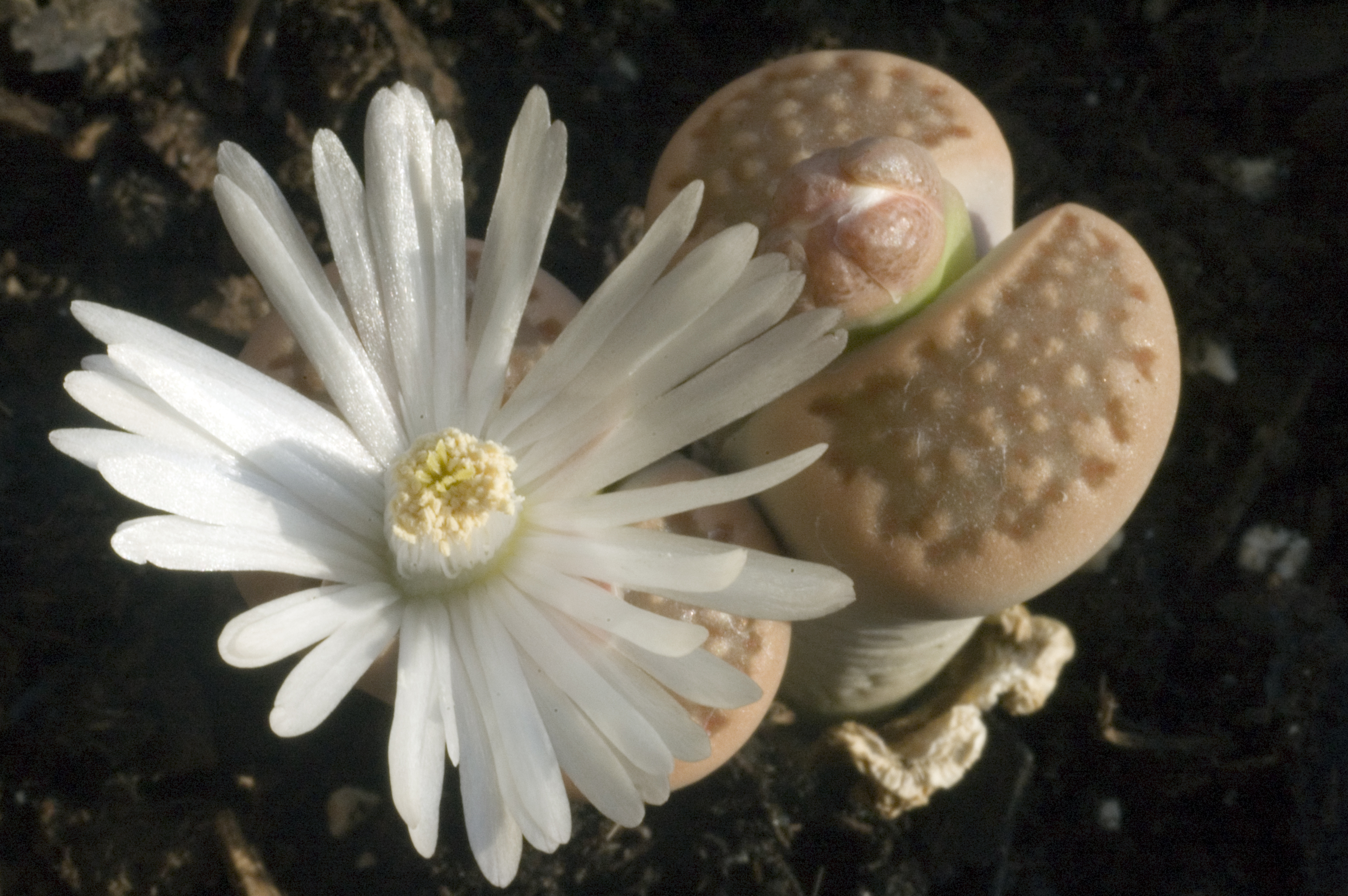
Lithops sp. Blooms emerge between the leaves in autumn. تظهر أزهار نبات الحصى بين الأوراق في الخريف.
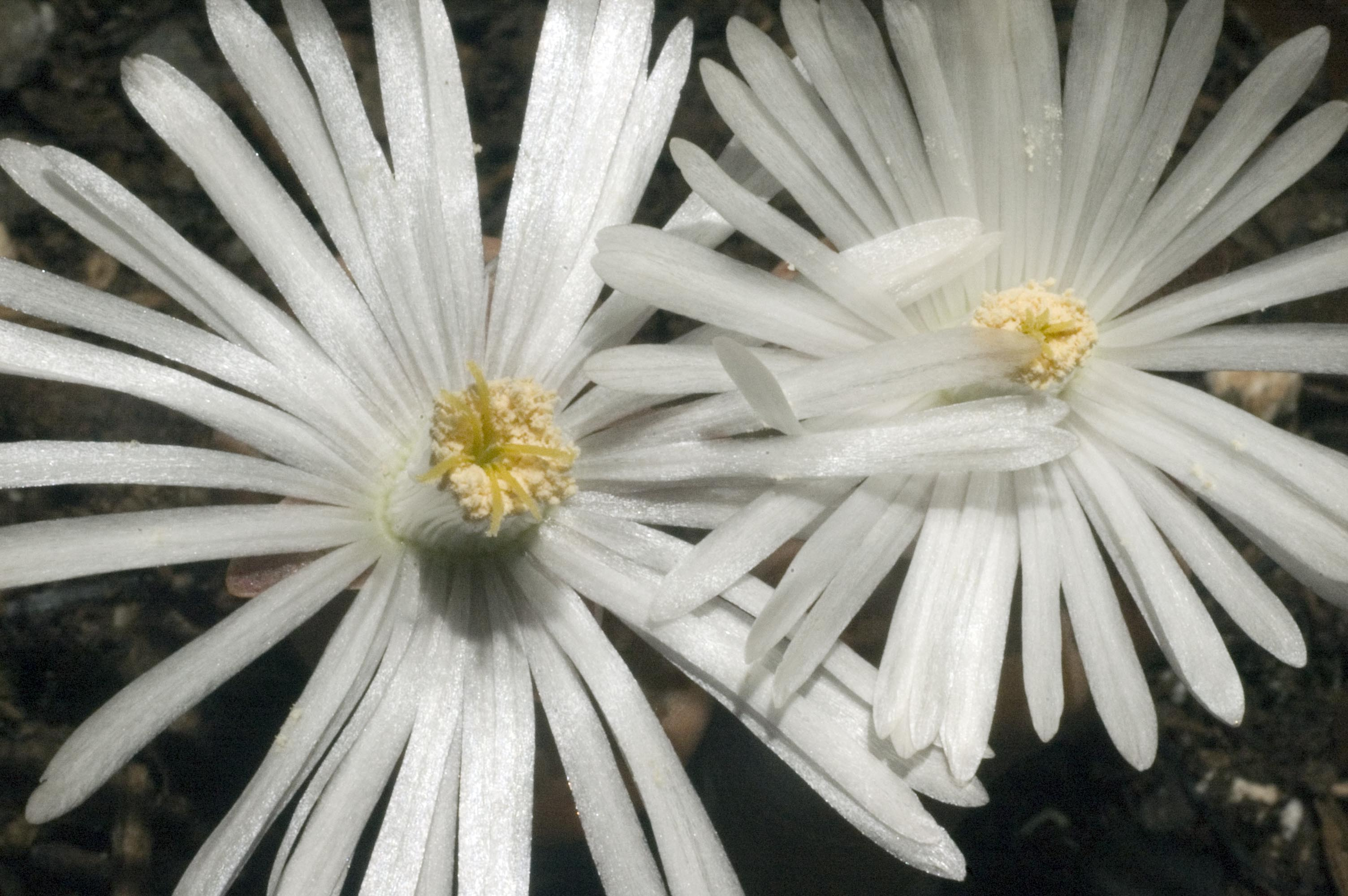
بعض الأنواع لها أزهار كبيرة بما يكفي لإخفاء الأوراق. تفتح هذه الأزهار في فترة ما بعد الظهر وتغلق في المساء.
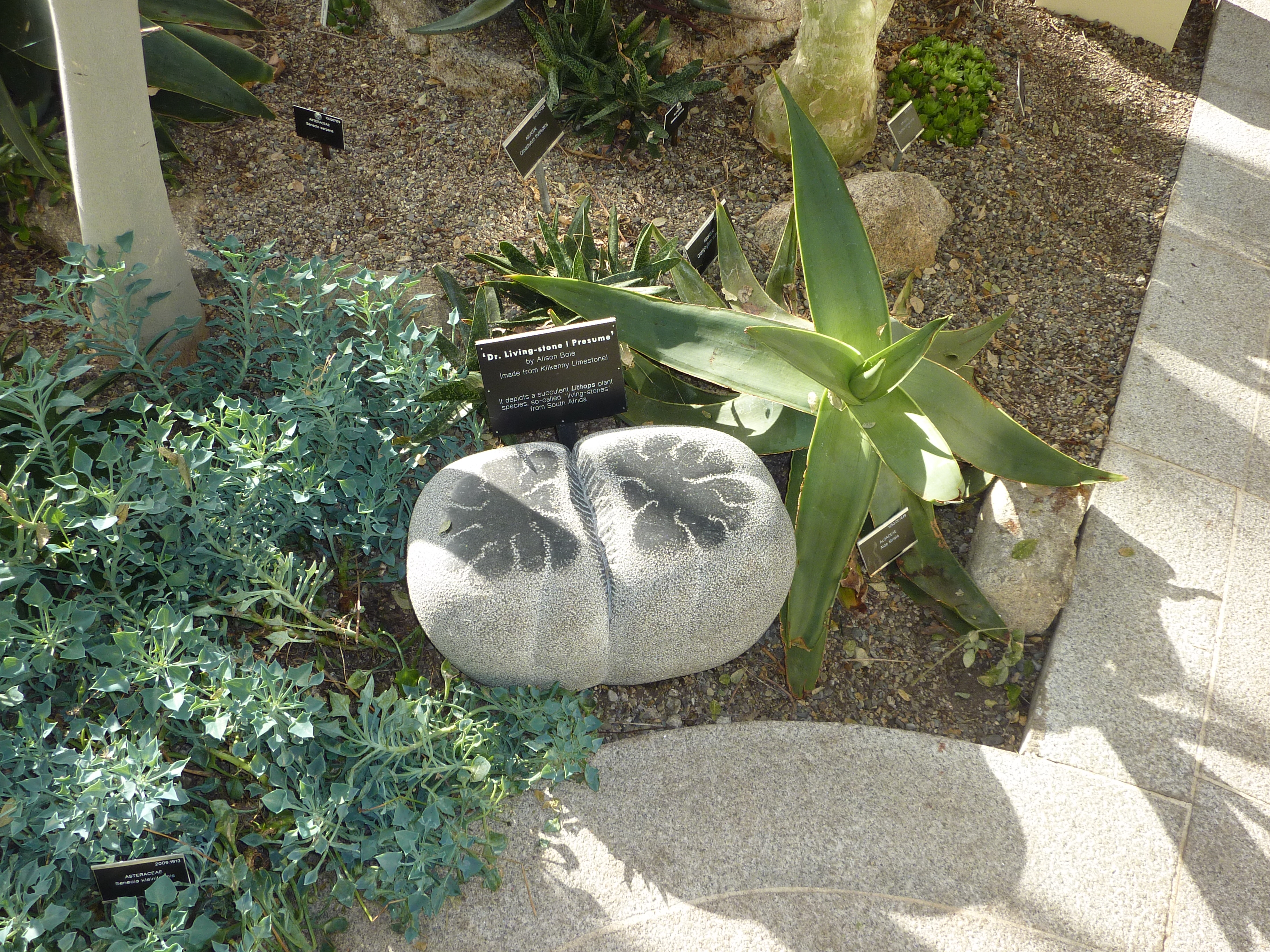
تمثال نبات الحصى، الحدائق النباتية الوطنية في أيرلندا

## فهرس
- Jainta، Harald (2017). Wild Lithops. Klaus Hess Verlag. ISBN:978-3-933117-93-9.
- Cole، Desmond T (1988). Lithops—Flowering Stones. Acorn Books. ISBN:0-620-09678-0.
- Cole، Desmond؛ Cole, Naureen (2005). Lithops—Flowering Stones. Cactus & Co. ISBN:88-900511-7-5.
- Hammer، Steven (1999). Lithops: Treasures of the Veld. BCCS. ISBN:0-902099-64-7.
- Schwantes، Gustav (1957). Flowering Stones and Mid-day Flowers. London: Ernst Benn.

## روابط خارجية
- معلومات عن نبات ليثوبس من هيئة الإذاعة البريطانية (المملكة المتحدة)
- دليل زراعة نبات الليثوبس
- Scrapbooklithops (معلومات عامة وصور الموطن)